# CS Firenze
CS Firenze – włoski klub piłkarski, mający swoją siedzibę w mieście Florencja, w środku kraju.

## Historia
Chronologia nazw:
- 1908: CS Firenze - po fuzji klubów Club Velocipedistico Fiorentino i Club Sportivo Ardire
- 1915: klub pochłonął Firenze FBC
- 1926: klub rozwiązano - tworząc po fuzji z Fiorentina Libertas nowy klub ACF Fiorentina

Sportowy klub CS Firenze został założony we Florencji w 1903 roku w wyniku fuzji klubów Club Velocipedistico Fiorentino (utworzonym w 1870) i Club Sportivo Ardire.  W 1908 roku utworzono sekcję piłkarską klubu sportowego. Na początku istnienia zespół grał przeważnie spotkania z innymi drużynami florenckimi, na boisku Quercione (obecny park Cascine). W sezonie 1913/14 startował w Terza Categoria, gdzie zajął czwarte miejsce w grupie Toscana. W czerwcu 1915 r. pochłonął Firenze FBC, odziedziczać jego miejsce w Prima Categoria, ale potem mistrzostwa zostały zawieszone z powodu I wojny światowej. W sezonie 1919/20 debiutował w Prima Categoria, zajmując 5.miejsce w Sezione toscana. W sezonie 1920/21 klub znów był piątym. W 1921 powstał drugi związek piłkarski C.C.I., w związku z czym mistrzostwa prowadzone osobno dla dwóch federacji. W sezonie 1921/22 kontynuował występy w Prima Categoria (pod patronatem F.I.G.C.), gdzie zajął ostatnie 6.miejsce w grupie toscana. W 1922 po kompromisie Colombo mistrzostwa obu federacji zostały połączone, a klub startował z Seconda Divisione. Sezon 1922/23 zakończył na 5.pozycji w grupie F. W sezonie 1923/24 zajął 7.miejsce w grupie F, po czym został zdegradowany do Terza Divisione toscana. W następnym sezonie 1924/25 zwyciężył najpierw w grupie A toscana, a potem wywalczył drugą lokatę w turnieju finałowym toscana. Po zakończeniu sezonu 1925/26, w którym został sklasyfikowany na drugiej pozycji w grupie A toscana, połączył się z klubem Fiorentina Libertas, w wyniku czego powstał nowy klub ACF Fiorentina.
Obecnie w klubie istnieją sekcje z pięcioma dyscyplinami: tenisem, gimnastyką, piłką tamburynową, kolarstwem oraz piłką nożną (z zrekonstruowaną częścią, juniorska i kobieca).

## Sukcesy

### Trofea międzynarodowe
Nie uczestniczył w rozgrywkach europejskich (stan na 31-05-2017).

### Trofea krajowe
| \| \| Zdobyte trofea w rozgrywkach Włoch (stan na: 31-05-2017) \| |                                                          |      |                                                  |
| Rozgrywki                                                         | Osiągnięcie                                              | Razy | Sezon(y)                                         |
| · Mistrzostwo                                                     | I miejsce                                                | 0    |                                                  |
| · Mistrzostwo                                                     | II miejsce                                               | 0    |                                                  |
| · Mistrzostwo                                                     | III miejsce                                              | 0    |                                                  |
| · Mistrzostwo                                                     | 5.miejsce                                                | 2    | 1919/20 (grupa toscana), 1920/21 (grupa toscana) |
| · Puchar                                                          | zdobywca                                                 | 0    |                                                  |
| · Puchar                                                          | finalista                                                | 0    |                                                  |
| II liga                                                           | I miejsce                                                | 0    |                                                  |
| II liga                                                           | II miejsce                                               | 0    |                                                  |
| II liga                                                           | III miejsce                                              | 0    |                                                  |
| II liga                                                           | 5.miejsce                                                | 1    | 1922/23 (grupa F)                                |
| Włochy                                                            | Zdobyte trofea w rozgrywkach Włoch (stan na: 31-05-2017) |      |                                                  |

- Terza Divisione:
  - wicemistrz (1x): 1924/25 (grupa toscana)

## Stadion
Klub rozgrywa swoje mecze domowe na boisku Quercione (obecny park Cascine) we Florencji.